# Santiago Pezzuto
Santiago Pezzuto – argentyński zapaśnik walczący w obu stylach. Brązowy medalista mistrzostw Ameryki Południowej w 2011 i 2012 roku.